# Geopark
Geopark je jedinstveno područje s izražajnom geološkom baštinom te strategijom za održivi gospodarski razvoj i promociju te baštine na dobrobit lokalne zajednice. Postoje globalni geoparkovi i nacionalni geoparkovi.
UNESCO-ova definicija globalnog geoparka je jedinstveno područje s geološkom baštinom od međunarodnog značaja. Mnogi geoparkovi promiču svijest o geološkim opasnostima, uključujući vulkane, potrese i tsunamije, a mnogi pomažu u pripremi strategija ublažavanja katastrofa s lokalnim zajednicama. Geoparkovi obuhvaćaju zapise o prošlim klimatskim promjenama i pokazatelji su trenutnih klimatskih promjena, kao i „najbolje prakse” u korištenju obnovljivih izvora energije, održivom korištenju i potrebi za prirodnim resursima, i primjene najboljih standarda „ekološkog turizma” promičući poštovanje okoliša i cjelovitosti krajolika. 
Geoparkovi nisu zakonodavna oznaka iako su ključna mjesta baštine unutar geoparka često zaštićena lokalnim, regionalnim ili nacionalnim zakonodavstvom. Multidisciplinarna priroda koncepta geoparka i promocije turizma u geoparkovima razlikuje se od ostalih modela održivog turizma. 

## Globalna mreža geoparkova
Globalna mreža geoparkova je inicijativa unutar UNESCO-a čiji je cilj prepoznavanje geografskih područja od važnog interesa za geoznanosti. Globalna mreža geoparkova potiče promicanje vrijednosti geoloških spomenika, stvaranje novih radnih mjesta i razvoj lokalnog gospodarstva. 17. Studenog 2015. godine 195 članica UNESCO-a ratificiralo je stvaranje nove oznake - UNESCO svjetski geoparkovi.
Geopark Papuk je prvi hrvatski geopark koji je postao dio svjetske UNESCO-ove mreže geoparkova 2007. godine. Titulu drugog hrvatskog geoparka na 206. zasjedanju UNESCO-ovog Izvršnog Odbora u travnju 2019. dobio je Geopark Viški arhipelag. U 2021. godini Geopark Biokovo-Imotska jezera prolazi kroz proces prijave i evaluacije za upis na UNESCO-ovu mrežu geoparkova.

## Vanjske poveznice
|  | Zajednički poslužitelj ima još gradiva o temi Geopark |

- Global Geoparks Network (engl.)